# 政治安全保卫
政治安全保卫（简称政保），曾用名国内安全保卫（简称国保），是中华人民共和国公安机关人民警察的一个警种。公安部政治安全保卫局对全国公安机关政治安全保卫部门进行业务指导。

## 职责
政治安全保卫工作的打击对象是：
- 对中国进行颠覆渗透破坏活动的境外敌对势力、民族分裂势力、暴力恐怖势力、宗教极端势力、宗教渗透组织、会道门、邪教、黑社会组织和人员及其在境内建立、发展的组织和人员；
- 勾结外国，危害国家主权、领土完整和安全的组织和人员；
- 组织、策划、煽动、实施分裂国家，破坏国家统一的组织和人员；
- 组织、策划、煽动、实施颠覆国家政权、推翻社会主义制度的组织和人员；
- 为境外的机构、组织、人员窃取、刺探、收买、非法提供国家秘密或者情报，以及非法获取或非法持有国家秘密的组织和人员；
- 资助境内组织和个人实施危害国家安全活动的境内外组织和人员；
- 组织、策划、煽动、实施暴力恐怖活动或制造、传播恐怖信息以及扬言进行恐怖活动，危害我国家安全和社会政治稳定的组织和人员；
- 破坏民族团结、煽动民族仇恨、挑起民族纠纷的组织和人员；
- 以破坏宪法确定的基本政治原则为宗旨的非法组织、非法刊物；
- 利用宗教从事违法犯罪活动的组织和人员；
- 冒用宗教名义的邪教组织、会道门组织及骨干成员；
- 有危害国家安全和社会政治稳定行为或嫌疑的各种秘密结社、自发组织刊物、及骨干成员；
- 利用封建迷信、宗族势力建立非法组织，危害国家安全和社会政治稳定的骨干成员；
- 利用互联网从事危害国家安全和社会政治稳定的组织和人员；
- 利用社会矛盾、社会热点问题，制造谣言，煽动群众破坏社会政治稳定的组织和骨干人员；
- 对社会严重不满，有铤而走险、进行危害国家安全和社会政治稳定活动嫌疑的人员；
- 其他有危害国家安全和社会政治稳定活动或嫌疑的组织和人员。

## 沿革
1927年，中国共产党中央特别行动科（中央特科）成立，作为中国共产党的政治保卫机关，负责情报收集、要员保卫、制裁叛徒等工作。1931年11月，中华苏维埃共和国范围内仿照苏联国家政治保卫局的模式创建中华苏维埃共和国临时中央政府国家政治保卫局，专业从事党与军队方面的肃反保卫工作。1935年，中央特科机关被国民党破坏，其后撤销。1939年，中共中央决定，撤销政治保卫局，成立中共中央社会部，李克农及康生等为其主要负责首长。1949年，情报工作改由中央军委总情报部与公安部分工实施，公安部负责实施侦察敌对国家特务、国民党特务的政治保卫职责。中华人民共和国建国初期，各级公安机关首要的工作任务是政治保卫。
1949年4月9日，中央军委公安部改为中央人民政府公安部。全国公安机关分别设置敌特侦察、国特侦察警种，公安部设公安部敌特侦察局（一局）、公安部国特侦察局（二局）。
全国大剿匪与镇压反革命运动结束后，公安机关首要工作任务由政治保卫转为社会治安管理。1957年3月18日，经国务院批准，公安部调整部分组织机构．敌特侦察与国特侦察合并为政治保卫警种（简称政保），公安部设公安部政治保卫局（一局）。1958年6月23日至8月16日，公安部召开第九次公安会议，确定了政治侦察工作的方针是“长期打算，内线侦察，依靠群众，适时破案”。1962年10月19日至11月15日，公安部召开第十二次公安会议，根据当时隐蔽战线上出现的新形势，决定开展对苏联间谍机关的侦察工作；各级公安机关，建立了对苏联间谍机关的侦察组织。如黑龙江省各级公安机关都成立了“反修科”。
1966年，中央文化革命小组提出“砸烂公检法”口号，全国公安机关受到冲击。1969年1月19日，全国公安机关取消专业警种制，公安部设公安部侦破办公室，统一管理各类刑事案件侦破工作。 
1970年7月3日，公安部革命委员会复设政保组，负责侦察、保卫工作。1983年，原公安机关政治保卫警种拆分撤销，反间谍侦察工作移交给国家安全机关，国务院设立中华人民共和国国家安全部。未划出的原公安机关政治保卫警种改称对反革命侦察警种，公安部下设公安部对反革命侦察局（一局）。
1989年3月5日，公安部发出《关于印发公安部“三定”方案的通知》，对反革命侦察重新改称政治保卫，公安部下设公安部政治保卫局（一局）。  
1990年代，地方国家安全机关陆续组建，如安徽省国家安全厅、江西省国家安全厅等，地方公安机关政治保卫部门被拆分。1998年，公安部召开第一次国内安全保卫会议，决定政治保卫更名为国内安全保卫（先后简称为内保与国保）。部分公安院校亦设置了国内安全保卫学课程，乃至国内安全保卫专业供考生选择。
2020年，国内安全保卫更名为政治安全保卫（简称政保）。

## 编制与机构
中华人民共和国公安部设有公安部政治安全保卫局。省级行政区公安厅（局）下设正处级的政治安全保卫总队（政治安全保卫局），总队长（局长）有时高配副厅级。地级行政区公安局下设政治安全保卫支队。县级行政区公安局（分局）下设政治安全保卫大队。省级以下政治安全保卫部门常与同级出入境管理部门实行“两块牌子、一套人马”的合署办公方式。
地方公安机关政治安全保卫部门亦设有内设机构。如2004年《江西省公安厅职能配置、内设机构和人员编制规定》规定，江西省公安厅国内安全保卫总队内设机构为办公室、情报基础信息与对外联络科、社会调查与基层基础工作指导科、民族宗教案件侦察科、反颠覆破坏侦察科、机关高校文化及经济领域国内安全保卫工作指导科、国内安全保卫案件侦察科（机动侦察大队），邪教案件侦察科，均为副科级。

## 专业书籍
国内安全保卫专业的主要专业书籍包括：
- 《国内安全保卫学》
- 《国内安全保卫工作常用法律法规手册》
- 《公安机关办理刑事案件程序规定释义与新版法律文书制作指南》等。

## 争议
异议人士曾聲稱遇過国保支队在行动中常采取上门突击、便衣秘密抓捕的方式，曾被异议人士报告其有不遵循通常的法律程序的行为：包括但不限於不出示证件、恐吓辱骂、不告知家属具体内容、扣押手机电脑U盘等、限制人身自由、殴打以及对异议人士进行酷刑等迫害。